# Westliche Mittelgebirge

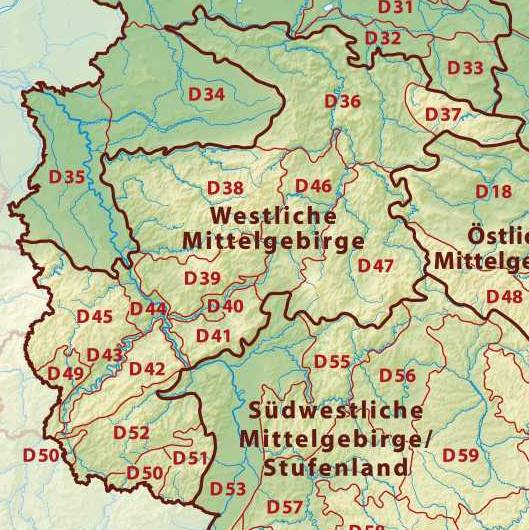

Westliche Mittelgebirge (doslova Západní středohoří) tvoří přírodní region (subprovincii) Středoněmecké vysočiny.
Podle německého členění se Středoněmecká vysočina dělí na následující oblasti:
- Mittelgebirgsschwelle (Středoněmecké vysočiny)
  - Westliche Mittelgebirge (Západní středohoří)
    - Niedersächsisches Bergland mit Weser- und Leine-Bergland (D36/36-37,53, Dolnosaská vrchovina s Weserskou a Leinskou vrchovinou)
    - Harz (D37/38)
    - Süderbergland (D38/33)
    - Westerwald (D39/32)
    - Gießen-Koblenzer Lahntal (D40/31, Gießensko-koblenecká kotlina)
    - Taunus (D41/30)
    - Hunsrück (D42/24)
    - Moseltal (D43/25, Moselské údolí)
    - Mittelrheingebiet (D44/29, Střední Porýní)
    - Eifel mit Vennvorland (D45/27-28,56, Eifel s podhůřímí Vennu)
    - Westhessisches Bergland (D46/34, Západohesenská vrchovina)
    - Osthessisches Bergland (D47/35, Východohesenská vrchovina)
      - Vorder- und Kuppenrhön (mit Landrücken) (353)
      - Lange Rhön (354)

    - Gutland (Bitburger Land) (D49/26)
    - Pfälzisch-Saarländisches Muschelkalkgebiet (D50/18, Falcko-sárský trias)
    - Pfälzerwald (Haardtgebirge) (D51/17, Falcký les)
    - Saar-Nahe-Bergland (D52/19, Sársko-naheská vrchovina)

Podle členění Václava Krále sem z hercynských středoevropských vysočin ležících mezi Pařížskou pánví a Českou vysočinou patří následující části:
- Středoněmecké hornatiny a kotliny
  - Niedersächsisches Bergland
    - Teutoburger Wald

  - Westhessisches Bergland
  - Osthessisches Bergland
  - Vogelsberg
  - Rhön
  - Harz
  - Thüringer Becken und Randplatten
  - Altenburger Lößplatte
- Rýnský příkop a okolní hornatiny
  - Côtes et plateaux lorraines
    - Plaine de la Woëwre
    - Plateau lorrain
    - Plateaux de la Vôge

  - Hautes Vosges (Vogézy)
  - Basses Vosges / Hardt
  - Saar-Nahe-Bergland
  - Oberrheinisches Tiefland / Plaine d'Alsace
  - Schwarzwald
  - Odenwald
  - Spessart
  - Süddeutsches Gäuland
  - Mainfranken
  - Südrhön
  - Schwäbisches Keuperland
  - Schwäbisches Albvorland
  - Steigerwald und Frankenhöhe
  - Coburger Land und Obermaintal
  - Vorland des Thüringer Waldes
  - Fränkisches Albvorland und Rednitzsenke
  - Ries
  - Schwäbische Alb (Švábská Alba)
  - Fränkische Alb (Franská Alba)
  - Oberpfälzer Hügelland
  - Bodenwöhrer Bucht
- Porýnská břidličná vrchovina
  - Plateau Condrusien
  - Dépression Famennienne
  - Plateaus de Hervé / Hoogvlakte van Zuid Limburg / Vennvorland
  - Ardennes (Ardenny) / Westeifel
    - Hautes Fagnes / Hohes Venn

  - Osteifel
  - Mittelrheintal mit Neuwieder Becken
  - Moseltal
  - Hunsrück
  - Taunus
  - Lahntal mit Limburger Becken
  - Westerwald
    - Siebengebirge

  - Gladenbacher Bergland
  - Siegtal
  - Süderbergland
    - Rothaargebirge